# Nematalosa vlaminghi
Nematalosa vlaminghi är en fiskart som först beskrevs av Munro, 1956.  Nematalosa vlaminghi ingår i släktet Nematalosa och familjen sillfiskar. Inga underarter finns listade i Catalogue of Life.